# Mendelevi
El mendelevi és un element sintètic de la taula periòdica el símbol del qual és Md (anteriorment Mv) i el seu nombre atòmic és 101. Pertany a la sèrie dels actinoides en el període 7è de la taula periòdica. Fou sintetitzat per A. Ghiorso, B.G. Harvey, G.R. Choppin, S.G. Thomson i G.T. Seaborg el 1955 mitjançant el bombardeig amb partícules α d'una mostra d'einsteini 253 emprant el ciclotró del Laboratori Nacional Lawrence Berkeley, aleshores Laboratori de Radiació, de la Universitat de Califòrnia a Berkeley. Fou nomenat en honor al químic rus Dmitri Mendeléiev, descobridor de la llei periòdica i autor de la primera taula periòdica. No té aplicacions pràctiques per culpa de la seva perillositat i per la dificultat d'obtenir-lo.

## Història

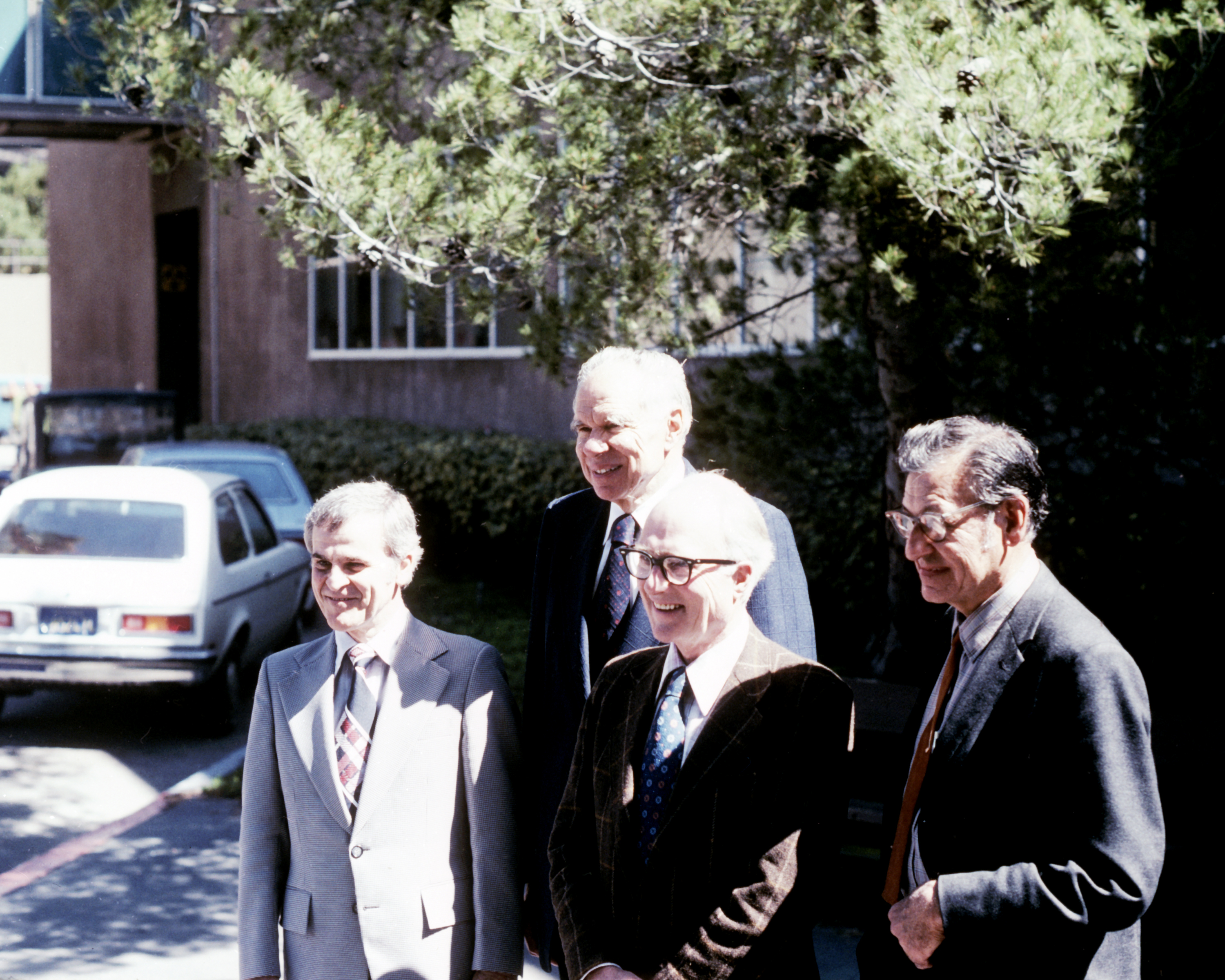
Quatre dels descobridors del mendelevi en una fotografia del 1980 celebrant el 25è aniversari del descobriment. D'esquerra a dreta: G. Choppin, G.T. Seaborg, B.G. Harvey i A. Ghiorso.

El mendelevi fou sintetitzat per primer cop per Albert Ghiorso (1915–2010), Bernard G. Harvey (1919–2016), Gregory R. Choppin (1927–2015), Stanley G. Thomson (1912–1976) i Glenn T. Seaborg (1912–1999) a principis de 1955. Produïren l'isòtop mendelevi 256 mitjançant el bombardeig d'einsteini 253 amb partícules α (nuclis d'heli), al ciclotró del Radiation Laboratory de la Universitat de Califòrnia a Berkeley. La reacció fou:{\displaystyle {\ce {^{253}_{99}Es + ^{4}_{2}He -> ^{256}_{101}Md + ^{1}_{0}n}}}

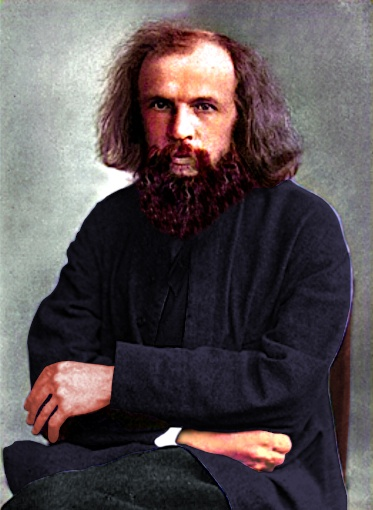
Dmitri Mendeléiev (1834–1907).

El nom li posaren en honor del químic rus Dmitri Mendeléiev (1834–1907), descobridor de la llei periòdica i autor de la primera taula periòdica publicada el 1869. La preparació i aïllament del mendelevi es dugué a terme en plena Guerra Freda en els laboratoris de la Universitat de Califòrnia a Berkeley. Posar-li el nom d'un gran científic rus a un element descobert als EUA, quan les tensions polítiques i militars eren altes amb l'URSS no fou senzill i Glenn Seaborg hagué de demanar permís al govern estatunidenc de Dwight D. Eisenhower. El 1955, el mateix any del seu descobriment, la IUPAC reconeixia el nom mendelevi per a l'element de nombre atòmic 101 amb símbol Mv, que seria modificat tan sols dos anys més tard per l'actual Md per la Unió Internacional de Química Pura i Aplicada (IUPAC).
Els investigadors de la universitat de Califòrnia a Berkeley decidiren utilitzar el seu poderós ciclotró de 48 MeV per preparar per primera vegada un element àtom a àtom bombardejant einsteini amb partícules α. Però per això, primer calia generar prou quantitat d'aquest element amb el qual produir el mendelevi. Fou necessari irradiar durant tot un any al reactor nuclear d'Idaho Falls, estat d'Idaho, una mostra de plutoni 239 i purificar a correcuita i amb les mesures de seguretat necessàries l'einsteini 253 obtingut, ja que el període de semidesintegració d'aquest isòtop és de tot just tres setmanes. Les reaccions consisteixen en diverses absorcions de neutrons seguides de desintegracions β- i s'aconsegueix així produir nuclis amb un protó més en cada reacció. Les reaccions foren:

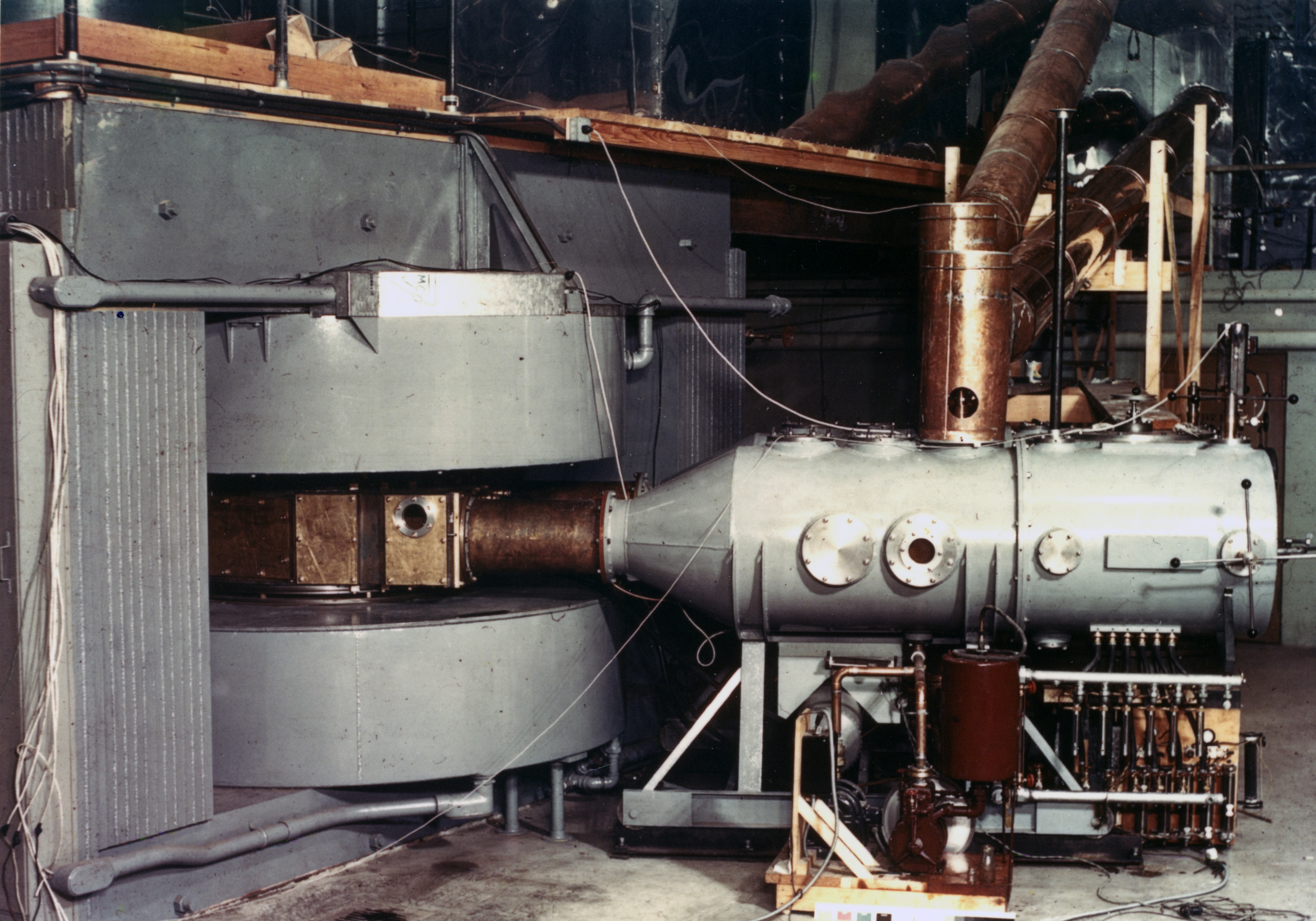
Ciclotró del Laboratori de Radiació de la Universitat de Califòrnia a Berkeley (1939).

{\displaystyle {\ce {^239_94Pu + 2 ^1_0n -> ^241_94Pu -> ^241_95Am + ^0_{-1}e}}}{\displaystyle {\ce {^241_95Am + ^1_0n -> ^242_95Am -> ^242_96Cm + ^0_{-1}e}}}{\displaystyle {\ce {^242_96Cm + 7 ^1_0n -> ^249_96Cm -> ^249_97Bk + ^0_{-1}e}}}{\displaystyle {\ce {^249_97Bk + ^1_0n -> ^250_97Bk -> ^250_98Cf + ^0_{-1}e}}}{\displaystyle {\ce {^250_98Cf + 3 ^1_0n -> ^253_98Cf -> ^253_99Es + ^0_{-1}e}}}
Finalment, la mostra d'einsteini 253 d'uns 4 × 10–13 g es diposità en una làmina d'or, la qual fou bombardejada durant una setmana amb un intens feix de 1014 partícules α per segon i energia de 41 MeV, amb una producció de només dos àtoms de mendelevi per cada tres hores de bombardeig. Transcorregut aquest temps, la mostra es refredà i es dissolgué en aigua règia per poder separar els elements transurànics de l'or, per la qual cosa s'emprà una columna de bescanvi iònic. Les poques gotes resultants es purificaren mitjançant una resina de bescanvi catiònic i l'ús d'α-hidroxiisobutilat d'amoni. Després d'aquest minuciós i perillós procediment s'aïllaren els primers àtoms de mendelevi (isòtop mendelevi 256) que mai s'havien produït.
Des de llavors, cap altre element ha estat aïllat químicament. L'existència de nous elements es confirma únicament per la seva desintegració radioactiva i que és característica de cada element.

## Propietats

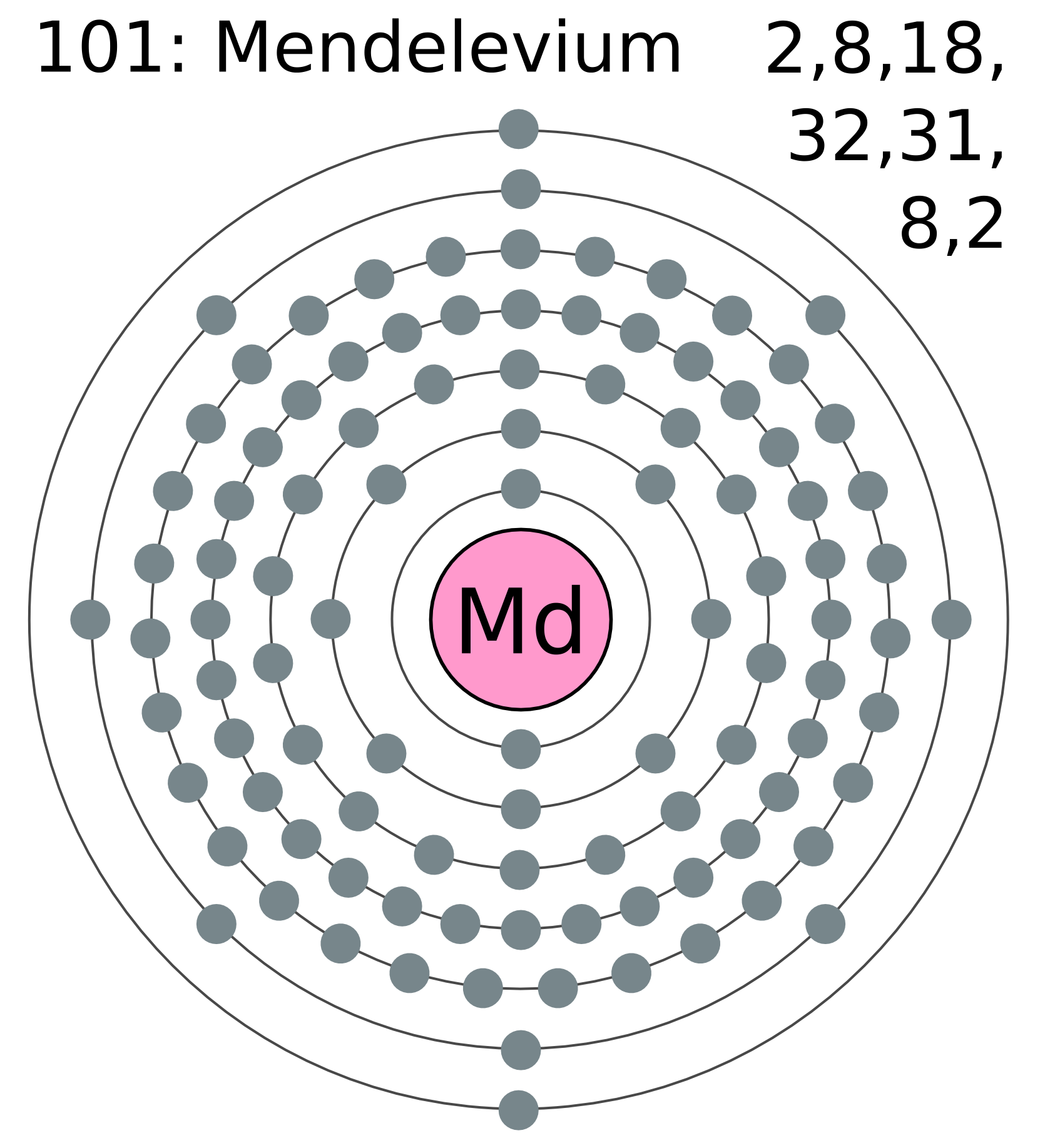
Estructura electrònica del mendelevi.

A causa dels pocs àtoms que es poden sintetitzar del mendelevi no s'han pogut fer estudis experimentals de les seves propietats. Les prediccions indiquen que es tractaria d'un metall sòlid argentat, amb un punt de fusió de 827 °C. La configuració electrònica és [Rn] 5f137s2.
Tot i la dificultat de la preparació d'aquest element radioactiu, s'ha pogut estudiar la seva química en dissolució, el que ha permès confirmar que presenta els estats d'oxidació +2 i +3, sent aquest últim el més estable, com es podria esperar per la seva posició entre els actinoides, amb els quals comparteix una reactivitat molt similar. De fet, s'ha pogut comprovar que el mendelevi forma hidròxid de mendelevi(III) {\displaystyle {\ce {Md(OH)3}}} i fluorur de mendelevi(III) {\displaystyle {\ce {MdF3}}}, insolubles i que les seves propietats són similars a les que s'havien predit abans del seu descobriment.
Els potencials de reducció que han comunicat diferents investigadors són E0(Md3+/Md2+) = –0,15 ± 0,15 V i E0(Md2+/Md0) = –2,4 V.

## Isòtops
Actualment, s'han sintetitzat o observat denou isòtops del mendelevi, que van dels nombres màssics 245 al 262. La majoria apareixen en cadenes de desintegració d'isòtops d'elements de nombre atòmic superior i imparell, ja que ell el té imparell, a través d'un seguit de desintegracions α (a cada desintegració α es perden dos protons). Així, el mendelevi 259 apareix en la cadena de desintegració del tennes 291 (nombre atòmic 117), el mendelevi 260 en la del tennes 292, el mendelevi 261 en la del moscovi 289 (nombre atòmic 115), el mendelevi 262 en la del nihoni 286 (nombre atòmic 113), etc. Per exemple, en la cadena de desintegració del nihoni 286 apareix el mendelevi 262 després de sis desintegracions α:
{\textstyle {\ce {^{286}_{113}Nh\xrightarrow {-\alpha } \,_{111}^{282}Rg\xrightarrow {-\alpha } \,_{109}^{278}Mt\xrightarrow {-\alpha } \,_{107}^{274}Bh\xrightarrow {-\alpha } \,_{105}^{270}Db\xrightarrow {-\alpha } \,_{103}^{266}Lr\xrightarrow {-\alpha } \,_{101}^{262}Md}}}
El més estable dels isòtops del mendelevi és el mendelevi 258, que té un període de semidesintegració t½ = 51,5 d i que es desintegra per emissió d'una partícula α en einsteini 254:
{\displaystyle {\ce {^258_101Md -> ^254_99Es + ^4_2He}}}
Tanmateix, l'isòtop més emprat en estudis químics és el mendelevi 256, perquè és el que es pot obtenir amb més facilitat i quantitat. El seu període de semidesintegració és t½ = 77 min i es desintegra per captura electrònica en fermi 256, i aquest es desintegra per fissió espontània:
{\displaystyle {\ce {^256_101Md + ^0_{-1}e -> ^256_100Fm}}}

## Producció i aïllament
Els isòtops més lleugers (244 Md a 247 Md) es produeixen principalment amb el bombardeig d'objectius de bismut amb ions d'argó, mentre que els lleugerament més pesats (248 Md a 253 Md) es produeixen bombardejant objectius de plutoni i americi amb ions de carboni i nitrogen. Els isòtops més importants i estables es troben en el rang de 254 Md a 258 Md i es produeixen mitjançant el bombardeig d'einsteini amb partícules alfa: es poden utilitzar einsteini-253, -254 i -255. El 259 Md es produeix com a producte de desintegració del 259 No, i el 260 Md es pot produir en una reacció de transferència entre l'einsteini-254 i l'oxigen-18. Normalment, l'isòtop 256 Md més emprat es produeix bombardejant einsteini-253 o -254 amb partícules alfa: l'einsteini-254 es prefereix perquè té una vida mitjana més llarga i, per tant, es pot utilitzar com a objectiu durant més temps. Utilitzant einsteini, es poden produir femtogrames de mendelevi-256.
L'impuls de retrocés dels àtoms de mendelevi-256 produïts s'utilitza per allunyar-los físicament de l'objectiu d'einsteini a partir del qual es produeixen, posant-los sobre una fina làmina de metall (normalment beril·li, alumini, platí o or) just darrere de l'objectiu en el buit. Això elimina la necessitat d'una separació química immediata, que és costosa i evita la reutilització del car objectiu d'einsteini. Els àtoms de mendelevi queden atrapats en una atmosfera de gas (sovint heli) i el mendelevi és transportat per un raig de gas des d'una petita obertura de la cambra de reacció. Fent servir un tub capil·lar llarg, i incloent aerosols de clorur de potassi en el gas d'heli, els àtoms de mendelevi es poden transportar a desenes de metres per ser analitzats químicament i determinar la seva quantitat. Aleshores, el mendelevi es pot separar del material de la làmina i altres productes de fissió aplicant àcid a la làmina, esprés coprecipitant el mendelevi amb fluorur de lantà, i posteriorment utilitzant una columna de resina d'intercanvi catiònic amb una solució d'etanol al 10% saturada amb àcid clorhídric, com a eluent. Tanmateix, si la làmina està feta d'or i és prou prima, n'hi ha prou amb dissoldre l'or en aigua règia abans de separar els actínids trivalents de l'or mitjançant la cromatografia d'intercanvi d'anions, l'eluent és 6 M àcid clorhídric.
Finalment, el mendelevi es pot separar dels altres actínids trivalents amb l'elució selectiva d'una columna de resina d'intercanvi catiònic, amb l'eluent l'amoníac α-HIB. L'ús del mètode de raig de gas habitualment fa innecessaris els dos primers passos. El procediment anterior és el més utilitzat per a la separació d'elements de transeinsteini.
Una altra possibilitat per tal de separar els actínids trivalents és utilitzant la cromatografia d'extracció amb dissolvent utilitzant àcid bis-(2-etilhexil) fosfòric (abreujat com HDEHP) com a fase orgànica estacionària i àcid nítric com a fase aquosa mòbil. La seqüència d'elució dels actínids s'inverteix respecte a la de la columna de resina d'intercanvi catiònic, el que comporta que els actínids més pesats elueixin més tard. El mendelevi separat per aquest mètode té l'avantatge d'estar lliure d'agent complexant orgànic si el comparem amb la columna de resina; però el desavantatge és que llavors el mendelevi elueix molt tard en la seqüència d'elució, ja que ho fa després del fermi.
Hi ha un altre mètode per aïllar el mendelevi que explota les diferents propietats d'elució de Md 2+ de les d'Es 3+ i Fm 3+ . Els passos inicials són els mateixos que els anteriors i utilitza HDEHP per a la cromatografia d'extracció, però coprecipita el mendelevi amb fluorur de terbi en lloc de fluorur de lantà. Aleshores, s'afegeixen 50 mg de crom al mendelevi per reduir-lo a l'estat +2 en 0,1 M àcid clorhídric amb zinc o mercuri. Llavors es produeix l'extracció amb dissolvent i, mentre els lantànids i actínids trivalents i tetravalents romanen a la columna, el mendelevi (II) no ho fa i es manté a l'àcid clorhídric. Després es reoxida a l'estat +3 fent servir peròxid d'hidrogen i posteriorment s'aïlla per elució selectiva amb 2 M àcid clorhídric (per eliminar impureses, inclòs el crom) i finalment 6 M àcid clorhídric (per eliminar el mendelevi). També es pot utilitzar una columna d'amalgama de cationita i zinc, utilitzant 1 M àcid clorhídric com a eluent, reduint Md(III) a Md(II) on es comporta com els metalls alcalinotèrris. L'aïllament químic termocromatogràfic es podria aconseguir mitjançant l'hexafluoroacetilacetonat de mendelevi volàtil: també es coneix el compost anàleg de fermi i també és volàtil.

## Toxicitat
Tot i que molt poques persones poden entrar en contacte amb el mendelevi, la Comissió Internacional de Protecció Radiològica ha establert límits d'exposició anuals per a l'isòtop més estable. Per al mendelevi 258, el límit d'ingestió es fixà en 9 × 105 becquerels (1 Bq = 1 decaïment per segon). Donat el curt període de semidesintegració d'aquest isòtop només són necessaris 2,48 ng per a arribar al límit d'ingestió. El límit d'inhalació és de 6 000 Bq o 16,5 pg.